# Machimus indianus
Machimus indianus là một loài ruồi trong họ Asilidae. Machimus indianus được Ricardo miêu tả năm 1919. Loài này phân bố ở miền Ấn Độ - Mã Lai.